# Brenda Frazier
Brenda Diana Duff Frazier (* 9. Juni 1921 in Québec, Kanada; † 3. Mai 1982 in Boston, Massachusetts, Vereinigte Staaten, häufig auch nur Brenda Frazier genannt) war eine US-amerikanische Prominente und Schauspielerin, die während der Depressionszeit beliebt war. Ihr Debütantenball im Dezember 1938 wurde weltweit so stark beworben, dass sie allein aus diesem Grund schließlich auf dem Cover des Life-Magazins erschien. Sie war in den Medien bekannt und wurde zusammen mit den anderen berühmten Prominenten und Debütantinnen Barbara Hutton, Gloria Vanderbilt und Doris Duke als „armes kleines reiches Mädchen“ bezeichnet.

## Leben und Wirken

### Frühe Jahre
Brenda Diana Duff Frazier wurde am 9. Juni 1921 in Québec, Kanada geboren. Ihr Vater, Frank Duff Frazier, stammte aus einer wohlhabenden Bostoner Familie. Ihre Mutter, die frühere Brenda Germaine Henshaw Williams-Taylor, war die einzige Tochter von Sir Frederick Williams-Taylor (einem Generaldirektor der Bank of Montreal, der 1910 zum Ritter geschlagen wurde und seinen zweiten Vornamen und seinen Geburtsnamen zu einem neuen Nachnamen mit Bindestrich kombinierte) und seine Frau, Jane Fayrer Henshaw. Fraziers Eltern, heirateten im Dezember 1916.
Beide Eltern von Frazier tranken viel. Zum Zeitpunkt ihrer Geburt geriet Fraziers Vater unter Alkoholeinfluss und kehrte monatelang nicht nach Hause zurück. Nach öffentlichen Auseinandersetzungen und Untreue auf beiden Seiten ließ sich das Paar im Januar 1926 scheiden. Im März 1926 heiratete Fraziers Mutter Frederick N. Watriss, mit dem sie eine Affäre hatte. Nach Watriss‘ Tod heiratete sie Henry Pierrepont Perry. In den nächsten acht Jahren stritten Fraziers Eltern um das Sorgerecht für Brenda. Beide versuchten, das alleinige Sorgerecht zu erlangen, indem sie dem anderen unmoralisches Verhalten, Alkoholismus und ungeeignete Eltern vorwarfen. Während des Sorgerechtsstreits wurde sie von beiden Elternteilen weitgehend ignoriert und verbrachte den Großteil ihrer Zeit in der Schule (Miss Chapin's School for Girls, Miss Porter's School und eine Abschlussschule in München) oder bei ihrer Großmutter väterlicherseits. Im Jahr 1933 entschied ein Richter schließlich, dass Fraziers Eltern das Sorgerecht teilen würden. Der Richter stellte fest: „Keiner der beiden Eltern scheint in der Vergangenheit und auch heute ein Vorbild an tugendhafter Elternschaft gewesen zu sein.“ Einen Monat nach der Entscheidung starb Frank Frazier an Kehlkopfkrebs.
Frazier hatte schon in jungen Jahren ein angespanntes Verhältnis zum Essen, wobei übermäßiges Essen ein Hauptproblem war. Brenda wurde bis zu ihrem 13. Lebensjahr als „pummelig“ beschrieben. In diesem Jahr drängte ihre Mutter sie, abzunehmen, weil sie befürchtete, ihr Gewicht würde sich negativ auf ihr soziales Leben auswirken. Eine Diät fiel ihr schwer, vor allem weil ihre Mutter selbst übergewichtig war und zu Hause einen Vorrat an Süßigkeiten hatte. Fraziers Freunde haben Geschichten darüber erzählt, wie sie in Restaurants riesige Mittagessen zu sich nahm und dann in die Damentoilette ging, um sich zu entleeren, damit sie dünn bleiben konnte, auch wenn sie die Diäten, die ihre Mutter von ihr verlangt hatte, nicht durchhalten konnte. Bevor sie die Pfunde abnahm, beschrieben ihre Schulkameraden sie als „etwas dick“ mit einem „pummeligen Gesicht“ und „großen Beinen“. Klassenkameraden erinnerten sich jedoch daran, dass Frazier im Alter von 14 Jahren „absolut schön“ gewesen sei. Obwohl Frazier sich in Musik und Kunst als vielversprechend erwiesen hatte, beklagte sie später, dass ihr nie die Chance gegeben worden sei, diese Talente zu entwickeln oder ihre Ausbildung abzuschließen. Im Jahr vor ihrem Debüt im Jahr 1938 besuchte sie ein Gymnasium in München. Sie hatte ihre Mutter angefleht, sie dort bleiben und weiter studieren zu lassen, aber ihre Mutter lehnte ab und so endete ihre formelle Ausbildung im Alter von 17 Jahren.

### Ruhm
Mit dem Segen ihrer Mutter begann Frazier im Alter von 12 Jahren bei Veranstaltungen in Café-Gesellschaften aufzutreten und wurde regelmäßig fotografiert und auf den Gesellschaftsseiten von Magazinen und Zeitungen vorgestellt. Als sie ein Teenager war, zeigten Presse und Öffentlichkeit großes Interesse bei wohlhabenden Mitgliedern der High Society, die ihr Vermögen nicht durch den Wall-Street-Crash von 1929 verloren hatten. Leser, die die Weltwirtschaftskrise erlebten, wollten unbedingt etwas über das Leben wohlhabender und glamouröser „Poor Little Rich Girls“ wie Frazier, Gloria Vanderbilt, Doris Duke und Barbara Hutton lesen, über die daher häufig geschrieben und fotografiert wurde. Die Presse begann schließlich, sie „Glamour Girls“ zu nennen.
Frazier erlangte als Teenager Aufmerksamkeit, nachdem der Kolumnist Walter Winchell begann, über sie zu schreiben; Berichten zufolge prägte er ihr zu Ehren das Kunstwort „celebutante“. Im Jahr 1936, zwei Jahre vor ihrem Debüt in der Gesellschaft, schrieb die Gesellschaftsjournalistin Maury Henry Biddle Paul (bekannt als Cholly Knickerbocker): „Es mag etwas früh erscheinen, aber ich – hier und jetzt – sage voraus, dass Brenda Frazier eine davon sein wird. Schönheiten – wenn nicht sogar die Schönheiten – ihrer Saison.“ Cholly Knickerbockers Vorhersage stärkte Fraziers Bekanntheit und ihr bevorstehender Debütantenball wurde zu einem der am meisten erwarteten gesellschaftlichen Ereignisse des Jahres 1938.
Frazier wurde regelmäßig fotografiert und machte den berühmten „White-Face“-Look populär: gepuderte weiße Haut im Kontrast zu rot geschminkten Lippen, kombiniert mit perfekt frisiertem dunklem Haar. (Später sagte sie, sie habe unter Nackenproblemen gelitten, weil sie aus Angst, ihr die Haare zu zerzausen, nur selten den Kopf bewegte.) Die Publicity und die ständige Aufmerksamkeit erreichten einen Punkt, an dem sie es als „verheerend“ empfand, weil es sie zu einer Attraktion machte und beraubte sie von ihrer eigenen Identität. Gleichzeitig entwickelte Frazier Anorexie und Bulimie, um ihr Gewicht niedrig zu halten. Sie witzelte einmal, dass sie die Magersucht „erfunden“ habe. Als Teenager zwang sich Frazier nur „gelegentlich“ zum Erbrechen, da dies ihre Notfallmaßnahme zur Verhinderung einer Gewichtszunahme war. Dies verhinderte jedoch nicht, dass ihre Essprobleme im Erwachsenenalter schlimmer wurden. In ihren Zwanzigern geriet sie in einen endlosen Kreislauf von Essattacken, gefolgt von selbst herbeigeführtem Erbrechen und längerem Hungern. Fraziers Freunde berichteten, dass sie später in ihrem Leben „seltsame“ Lebensmittel zu sich nahm, das Abendessen einschränkte und dass sie in der Lage war, fast den gesamten Inhalt ihres Kühlschranks auf einmal zu essen und dann alles zu leeren. Ihre beiden Essstörungen würden sie für den Rest ihres Lebens plagen.
Im Jahr ihres Debüts 1938 wurde Frazier als „das Glamour-Girl Nr. 1“ bezeichnet und galt als „die beste Werbung für fast alles“. Die Titelfigur des langjährigen Comicstrips Brenda Starr, Reporter wurde nach ihr benannt. Im November erschien ihr Foto auf dem Cover des Life-Magazins und sicherte ihr damit internationalen Ruhm. Zu ihren Ehren wurde ein Parfüm namens „Sarong“ kreiert, Kaufhäuser liehen sich ihr Abbild für Modeillustrationen aus und Frazier posierte unter anderem für Woodbury Soap und Studebaker -Autowerbung (obwohl sie nicht fahren konnte).
Fraziers Debütantenparty fand am 27. Dezember 1938 im Ritz-Carlton in New York City mit 2000 Teilnehmern statt. Trotz Grippe und geschwollenen Füßen tanzte Frazier bis 6:30 Uhr mit Douglas Fairbanks Jr. und anderen Prominenten. Frazier erinnerte sich später daran, wie er in den frühen Morgenstunden vor Erschöpfung ins Bett fiel und sich an den folgenden Tag nicht mehr erinnern konnte. Die Party wurde auf den Titelseiten von Zeitungen auf der ganzen Welt vorgestellt. Sie wurde als „Debütantin des Jahrhunderts“ bezeichnet.
Nicht die ganze Aufmerksamkeit, die Frazier und anderen Erbinnen zuteilwurde, war positiv. Einige Medien und Kritiker bemerkten, dass Frazier nur für seinen Reichtum berühmt sei und keine erkennbaren Talente besitze. Frazier erinnerte sich später daran, dass sie eines Abends in einem Broadway-Nachtclub ausgebuht wurde, nachdem sie zusammen mit Berühmtheiten wie Ben Blue und Sonja Henie dem Publikum vorgestellt worden war. Obwohl sie sich danach gedemütigt fühlte, gab sie ihren Kritikern Recht. Frazier gab später zu, dass sie als Debütantin nie wirklich glücklich war. Sie sagte, es habe Zeiten gegeben, in denen sie die Aufmerksamkeit, die ihr zuteilwurde, sehr genieße, aber dass sie sich von keinem ihrer Eltern geliebt oder mehr wertgeschätzt gefühlt habe als ein Statussymbol oder eine Trophäe. Im Buch Debütantin: Die Geschichte von Brenda Frazier von Gioia Diliberto erinnerte sich Fraziers Tochter Victoria Kelly, wie ihre Mutter sagte: „Ich bin keine Berühmtheit. Ich verdiene das alles nicht. Ich habe überhaupt nichts getan. Ich bin nur eine “Debütantin". Ihre Familie war ebenso verblüfft. „Ich fürchte, Brenda wird verwöhnt“, sagte eine Großtante bei ihrem Debüt. „Ich bedauere all diese spektakuläre Berühmtheit.“
Im Alter von 21 Jahren erbte Frazier insgesamt 3.900.000 US-Dollar (das entspricht 69.850.000 US-Dollar im Jahr 2022). Es gibt widersprüchliche Quellen darüber, welcher Teil dieses Erbes ihr tatsächlich zur Verfügung stand. Frazier selbst behauptete, dass der gesamte Betrag in einem Treuhandfonds beschlagnahmt worden sei, der nach ihrem Tod nur an ihre Kinder ausgeschüttet werden könne (oder an die Yale University, wenn sie kinderlos bliebe). „Alle dachten, meine Mutter und ich würden zum Zeitpunkt meines Debüts im Reichtum schwimmen“, schrieb sie. „Eigentlich hatten wir nur wenig Geld zum Leben, das uns das Ersatzgericht aus den Einnahmen des Treuhandfonds gegeben hat.“ Sie fügte hinzu: „Ein Grund, warum ich so oft in den Stork Club ging, war, dass Sherman Billingsley uns, um Debütanten anzulocken, ein Mittagessen für nur einen Dollar pro Stück servierte.“

### Persönliches Leben
Frazier heiratete den Footballstar Shipwreck Kelly am 30. Juni 1941 in der Wohnung ihrer Mutter im Ritz-Carlton in New York City. Sie gebar 1945 eine Tochter, Brenda Victoria. Frazier und Kelly ließen sich 1956 scheiden.
Nach mehreren turbulenten Beziehungen, darunter mit den Karikaturisten Peter Arno, Glenn Ford und Howard Hughes, zogen Frazier und ihre Tochter in eine kleine Stadt in der Nähe von Cape Cod. Am 3. März 1957 heiratete sie den Vertriebsleiter Robert Chatfield-Taylor. Frazier erzählte später Freunden, dass sie es sofort bereute, Chatfield-Taylor geheiratet zu haben. Sie ließen sich 1962 scheiden.

### Spätere Jahre und Tod
Am 16. März 1961 unternahm Frazier einen Selbstmordversuch durch eine Überdosis Schlaftabletten. Sie wurde entdeckt und überlebte den Selbstmordversuch, unternahm jedoch im Laufe ihres Lebens dreißig weitere Selbstmordversuche. 1963 schrieb sie einen Artikel für das Life-Magazin – dieselbe Publikation, auf deren Cover sie 25 Jahre zuvor erschienen war (obwohl das Cover der Ausgabe dieser Woche dem Staatsbegräbnis des ermordeten Präsidenten Kennedy gewidmet war). In dem Artikel erzählte sie, dass sie während ihres Debütjahrs weitgehend unglücklich war und nach Jahren der Therapie schaute sie sich Fotos des Ereignisses an und bemerkte „den Spott eines falschen Lächelns … und wie viele Menschen es auf der Welt gibt, die das tun waren wie ich von einer unglücklichen Kindheit zu einem von Ängsten und innerer Leere geplagten Erwachsenenleben verdammt.“ Frazier beschrieb auch die vielen Nervenzusammenbrüche, die sie aufgrund der negativen Aufmerksamkeit erlitten hatte, und kritisierte auch ihre Familie, weil sie „in soziale Funktionen gedrängt“ worden sei, von ihnen. Der Artikel weckte neues Interesse an Frazier und sie trat in mehreren Talkshows auf, in denen sie über ihre Erfahrungen als „Celebutante“ sprach.
In ihren späteren Jahren zog sie sich aus dem öffentlichen Leben zurück und verbrachte ihre Zeit zwischen ihren Wohnorten East Harwich und Beacon Hill. Sie lebte zurückgezogen und entwickelte eine Abhängigkeit von Drogen und Alkohol. Ein Freund gab später an, dass Frazier „...Tabletten zum Einschlafen und Pillen zum Aufwachen, Pillen zur Verdauung und Pillen zum Toilettengang und Pillen zum Glücklichsein und Pillen zum Traurigsein und Pillen zum Schlafen nahm.“ 1966 machte die Fotografin Diane Arbus für Esquire ein mittlerweile berühmtes Bild von Fraziers Zeitschrift. Auf dem Foto war eine hagere Frazier zu sehen, die stark mit ihrem typischen weißen Gesichtspuder und rotem Lippenstift geschminkt war und mit einer Zigarette in der Hand im Bett lag und müde in die Kamera blickte.
In den letzten zehn Jahren ihres Lebens litt Frazier aufgrund ihrer langen Kämpfe gegen Magersucht und Bulimie unter gesundheitlichen Problemen und wurde regelmäßig ins Krankenhaus eingeliefert. Am 3. Mai 1982 starb Frazier im Alter von 60 Jahren im Newton-Wellesley Hospital in Boston an Knochenkrebs. „Sie hatte keine Chance“, schrieb der Biograf Diliberto. „Sie würde auf keinen Fall glücklich sein. Ihr Leben war im Grunde vorbei, bevor es begonnen hatte.“

## Besonderheiten
Frazier wird im Stephen Sondheim -Lied I'm Still Here aus dem Musical Follies erwähnt.
Fraziers Ruhm wurde auch in der Einleitung zum Lied Disgustingly Rich von Rogers und Hart erwähnt, dem ersten Aktfinale ihrer Show Higher and Higher aus dem Jahr 1940
Im Jahr 1949 hatte sie außerdem einen kleinen Auftritt als Schauspielerin im Film Jigsaw.